# Chytridiomycota
Chytridiomycota este o încrengătură de fungi care cuprinde 2 clase și este relativ mic în comparație cu alte grupuri.  Acest grup cuprinde aproximativ 1000 de specii grupate în 120 de genuri.Cuprinde reprezentanti predominant acvatici,prevazuti cu flagel si se reproduc prin spori asexuati si sexuati.